# Жижуне
Жижуне (фр. Gijounet) насеље је и општина у јужној Француској у региону Миди Пирене, у департману Тарн која припада префектури Кастр.
По подацима из 2011. године у општини је живело 127 становника, а густина насељености је износила 8,39 становника/km². Општина се простире на површини од 15,13 km². Налази се на средњој надморској висини од 550 метара (максималној 1.060 m, а минималној 530 m).

## Демографија
| 1962. | 1968. | 1975. | 1982. | 1990. | 1999. | 2011. |
| ----- | ----- | ----- | ----- | ----- | ----- | ----- |
| 88    | 139   | 109   | 110   | 114   | 125   | 127   |

График промене броја становника у току последњих година